# 蒂加爾達島
蒂加爾達島是美國的島嶼，位於太平洋海域，屬於克列尼岑群島的一部分，由阿拉斯加州負責管轄，長19公里，面積233平方公里，最高點海拔高度55米，島上無人居住。
54°05′48″N 165°03′27″W / 54.09667°N 165.05750°W